# Loríček modrobradý
Loríček modrobradý, také známý jako lorikul modrobradý (Bolbopsittacus lunulatus), je druh malého papouška. Je to jediný zástupce rodu Bulbopsittacus, který patří do čeledi alexandrovití. Žije v lesích a kulturní krajině (plantážích) Filipín.
Je převážně zelený s tmavším hřbetem, s tmavšími křídly s modrými okraji, černými špičkami a světlejší zelenou spodní částí těla a zádí. Samec se od samičky liší výraznější modrou barvou na tvářích a krku.